# Tomrogersia villiersi
Tomrogersia villiersi là một loài bọ cánh cứng trong họ Cerambycidae.